# L'Opéra d'Aran
L'Opéra d'Aran est un opéra français en deux actes et sept tableaux composé par Gilbert Bécaud sur un livret de Pierre Delanoé, Louis Amade et Jacques Emmanuel

## Historique et contexte

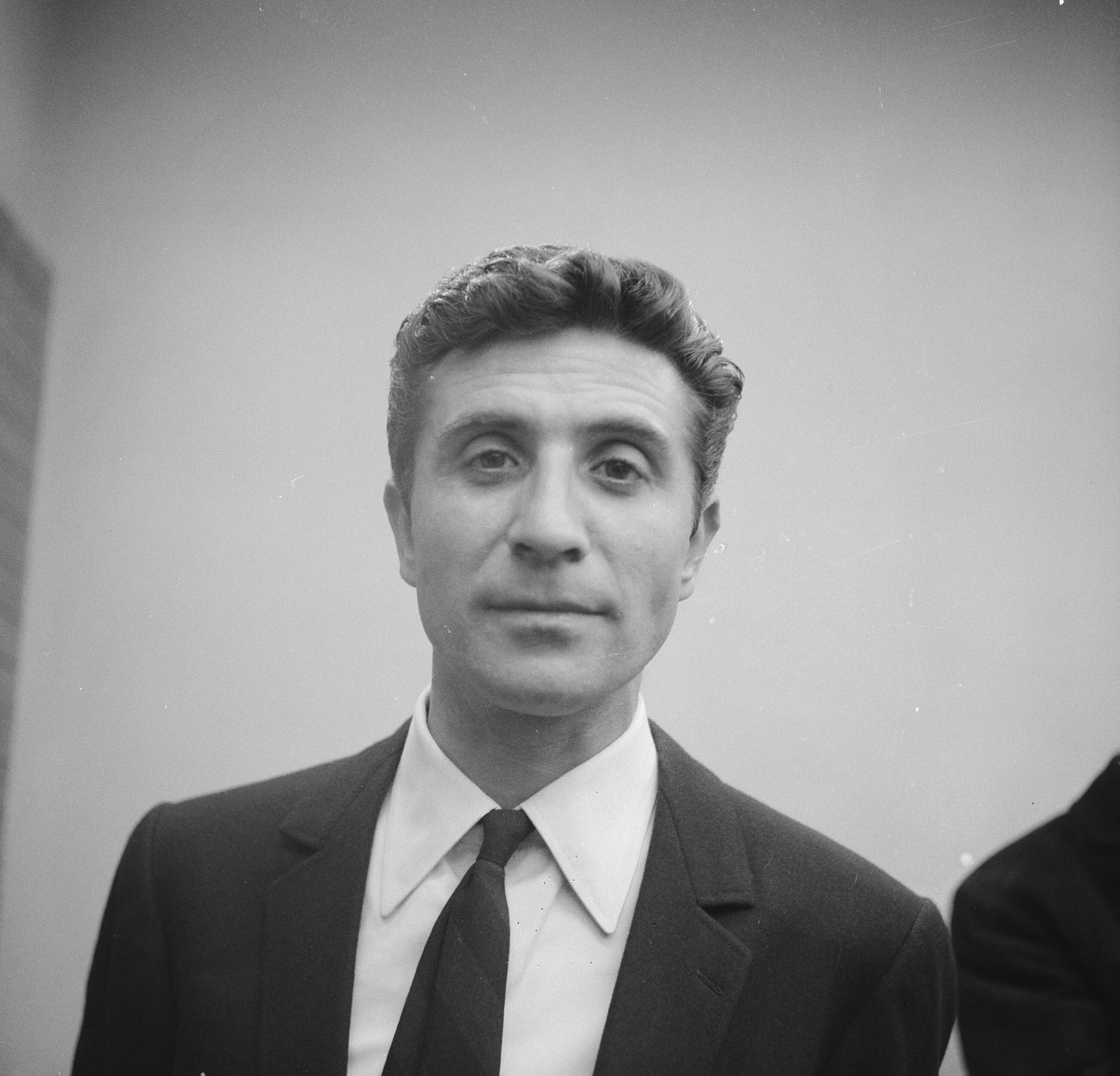
Gilbert Bécaud

Cet opéra est créé le 25 octobre 1962 sur la scène du théâtre des Champs-Élysées sous la direction de Georges Prêtre,.
Après avoir écrit L'Enfant à l'étoile, cantate de Noël retransmise à la télé en 1960, le chanteur et compositeur Gilbert Bécaud décide de créer une nouvelle œuvre chorale et symphonique. Cet opéra évoque une Irlande imaginaire et une histoire d’amour tragique entre un Italien et une Irlandaise. 
La musique composée par Gilbert Bécaud s'inspire de la musique française de la seconde moitié du XIXe siècle mais aussi de compositeurs italiens comme Gian Carlo Menotti ou Giacomo Puccini.

## Argument

### Acte I
Sur la petite île irlandaise d'Aran, un pêcheur, Mickey, ramène dans ses filets un jeune noyé, Angelo, qu'il réussit à ranimer. Rétabli, celui-ci séduit les plus jeunes des insulaires en contant qu'il est Prince d'un pays où tout est merveilleux. Il tente de faire la cour à Maureen dont le fiancé, Sean, passe pour avoir disparu en mer depuis plusieurs années. Mais Maureen se consacre entièrement à la mère de Sean, que la douleur a rendue aveugle.
Mickey croit Angelo et veut partir avec lui dans son pays tandis que les anciens, dont Mac Creagh, père de Mickey, sont persuadés qu'Angelo affabule et qu'il présage d'un mauvais sort pour Aran.
Maureen finit par succomber au charme d'Angelo tandis que Sean revient sur l'île. 

### Acte II
Sean, celui qu'on croyait mort a vécu l'enfer et n'a plus qu'une envie, épouser Maureen et revoir sa mère, Mara, sans savoir qu'entre temps, cette dernière est morte.
Lors d'un affrontement sanglant entre Sean et Angelo, Maureen, tentant de s'interposer est gravement blessée et perd la vue. Faisant fi des superstitions de l'île d'Aran, Maureen décide de suivre Angelo et de quitter l'île avec lui. Alors que Mickey s'apprête à les rejoindre dans leur périple, Angelo lui avoue avoir menti. Il n'est ni riche, ni Prince. La douleur de Mickey éclate en même temps qu'une tempête s'abat sur Aran. Comprenant qu'Angelo et Maureen courent à leur perte en s'embarquant sur les éléments déchaînés, Mickey supplie, en vain, Angelo de revenir sur Aran.

## Personnages
- Mickey, un pêcheur (baryton)
- Angelo, l'Étranger (ténor)
- Maureen, fiancée de Sean (soprano)
- Sean, fiancé de Maureen (basse)
- Mara, mère de Sean (mezzo-soprano)
- Mac Jorry, un pêcheur (baryton)
- Mac Creagh, père de Mickey (basse)
- Le curé (basse)
- L'homme à la harpe (baryton)

## Distribution

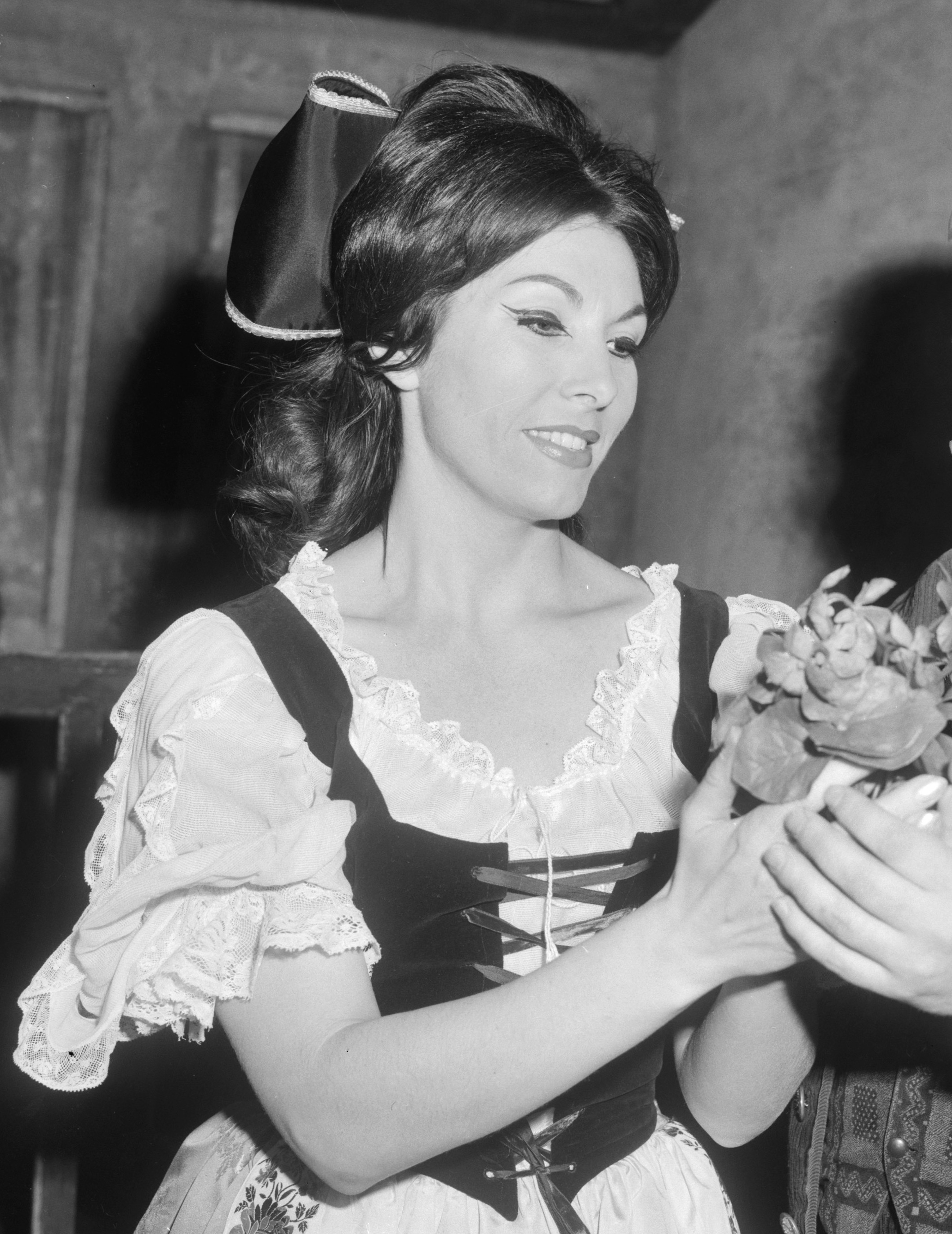
Rosanna Carteri.

Lors de la création à Paris en 1962, les rôles étaient tenus par :
- Rosanna Carteri : Maureen
- Agnès Disney : Mara
- Alvino Misciano : Angelo
- Peter Gottlieb : Mickey
- Frank Schooten : Sean
- Louis Maurin : Mac Jorry
- Roger Soyer : Mac Creagh
- Henri Médus : le curé
- Michel Llado : l'Homme à la harpe

## Discographie

### Vinyles
- 1962 : Opéra d'Aran, Disques Pathé, 3 x LP, DTX 320 à 322 (France)
- 1962 : Opéra d'Aran, Angel Records, 3 x LP, Angel 3637 C/L (USA et Canada)
- 1972 : Opéra d'Aran - extraits, Pathé-Marconi, 2 x LP, 2c 061 10900 (France)

### CD
- 1992 : Aran Opéra, BMG, 2 x CD, RCA PD75318(2) BM 632 (France)
- 2015 : Aran : un opéra signé Bécaud, Frémeaux et Associés, 2 x CD, FA 5495 (France)[4]

## Liste des titres (CD)
Album double disques compacts Aran, un opéra signé Bécaud, 1962 (réédition officielle réf : FA 5495).
1. Ouverture (chœur des hommes) : 04:57
2. Acte premier - premier tableau - le pub : 03:21
3. Premier tableau - le filet : 02:14
4. Premier tableau - un enterrement : 03:42
5. Premier tableau - arrivée de Maureen : 02:56
6. Premier tableau - il a bougé : 01:20
7. Premier tableau - si tu me dis à quoi tu penses : 01:27
8. Premier tableau - il porte en lui : 02:43
9. Second tableau - les pêcheurs sont rentrés : 03:01
10. Second tableau - compagnons : 00:45
11. Second tableau - la maison de Mara : 02:34
12. Second tableau - hé Angelo : 01:14
13. Second tableau - air de Mac Creagh : 01:42
14. Second tableau - Mickey et Angelo : 03:27
15. Second tableau - air d'Angelo : 03:17
16. Second tableau - figlio mio 02:54
17. Intermède - la ronde d'Inishman : 01:08
18. Troisième tableau - duo de Mara et de Maureen : 07:02
19. Troisième tableau - la mort de Mara : 04:51
20. Troisième tableau - qui donc est le plus fort ? : 02:42
21. Quatrième tableau - air de Mickey : 01:36
22. Quatrième tableau - duo Mac Jorry & Mac Creagh : 02:40
23. Quatrième tableau - gens d'Aran : 01:26
24. Quatrième tableau - air de Maureen : 02:46
25. Finale du premier acte : 02:11
26. Acte deuxième - cinquième tableau - Sean et Mara : 03:54
27. Cinquième tableau - le grand univers : 05:18
28. Cinquième tableau - arrivée de Mickey : 00:54
29. Cinquième tableau - en vérité je te dis : 02:46
30. Cinquième tableau - duo Mickey et Maureen : 04:21
31. Cinquième tableau - la danse de Sean et Maureen : 00:56
32. Sixième tableau - la sortie de l'église : 05:57
33. Sixième tableau - moi je vais te dire : 04:09
34. Sixième tableau - la bagarre : 00:36
35. Sixième tableau - mes yeux : 02:46
36. Septième tableau - Angelo il faut partir : 07:48
37. Finale de l'acte deuxième : 02:40

Suppléments :
1. Présentation de l’Opéra d’Aran à Bruno Coquatrix (document inédit) : 02:12
2. Extraits de l’Opéra d’Aran par Gilbert Bécaud (document inédit) : 09:25.